# Vezzi Portio
Vezzi Portio – miejscowość i gmina we Włoszech, w regionie Liguria, w prowincji Savona.
Według danych na rok 2004 gminę zamieszkiwało 690 osób, 76,7 os./km².